# Gustave Lund
Gustav Lund (født 27. juli 1853) var en dansk skuespiller der medvirkede i en række stumfilm i perioden 1906-1910. Han skulle oprindeligt have været bugtaler. Han instruerede desuden en enkelt film og skrev manuskript til en enkelt anden.

## Filmografi

### Som skuespiller
| - Fiskerliv i Norden (som Kasper Røghat; ukendt instruktør, 1906) - Flugten fra Seraillet (instruktør Viggo Larsen, 1907) - Fyrtøjet (som kongen; instruktør Viggo Larsen, 1907) - Rosen (som kongen; instruktør Viggo Larsen, 1907) - Hjortens Flugt (ukendt instruktør, 1907) - Lykkens Galoscher (instruktør Viggo Larsen, 1907) - Den sorte Maske (instruktør Viggo Larsen, 1907) - Æren tabt alt tabt (instruktør Viggo Larsen, 1907) - Mekanisk Statue (ukendt instruktør, 1907) - Vikingeblod (instruktør Viggo Larsen, 1907) - Skipperens Datter (ukendt instruktør, 1907) - Haanden (ukendt instruktør, 1907) - Angelo, Tyran fra Padua (instruktør Viggo Larsen, 1907) - Kameliadamen (som Armands far; instruktør Viggo Larsen, 1907) - Ridderen af Randers Bro (ukendt instruktør, 1907) - Feens Rose (ukendt instruktør, 1907) - En Opstandelse (ukendt instruktør, 1907) - Den hvide slavinde (instruktør Viggo Larsen, 1907) - Peters Held (instruktør Viggo Larsen, 1908) - Barn i Kirke (instruktør Viggo Larsen, 1908) - Svend Dyrings Hus (som præst; instruktør Viggo Larsen, 1908) - Alene i Verden (instruktør Viggo Larsen, 1908) - Vildmanden (instruktør Viggo Larsen, 1908) - Sherlock Holmes i Livsfare (instruktør Viggo Larsen, 1908) - Pierrot og Pierette (ukendt instruktør, 1908) - Kaliffens Æventyr (instruktør Viggo Larsen, 1908) - Jeppe paa Bjerget (som Jeppe; ukendt instruktør, 1908) | - Hans og Trine (ukendt instruktør, 1908) - Feltherrens Hævn (ukendt instruktør, 1908) - Den falske Generaldirektør (instruktør Viggo Larsen, 1908) - Dansen paa Koldinghus (ukendt instruktør, 1908) - Natten før Christians Fødselsdag (instruktør Viggo Larsen, 1908) - Capriciosa (som sømandens far; instruktør Viggo Larsen, 1909) - Barnet (ukendt instruktør, 1909) - Droske 519 (instruktør Viggo Larsen, 1909) - Grevinde X (instruktør Viggo Larsen, 1909) - Den store Gevinst (ukendt instruktør, 1909) - Paul Wangs Skæbne (instruktør Viggo Larsen, 1909) - En Kvinde af Folket (instruktør Viggo Larsen, 1909) - Hævnen (ukendt instruktør, 1909) - Helvedes Datter (ukendt instruktør, 1909) - Den graa Dame (som Lord Beresford; instruktør Viggo Larsen, 1909) - Kean (instruktør Holger Rasmussen, 1910) - Krybskyttens Søn (ukendt instruktør, 1910) - De to Medbejlere (ukendt instruktør, 1910) - Fugleskræmslet (ukendt instruktør, 1910) - Magdalene (som Petersen, betjent i sædelighedspolitiet; instruktør Holger Rasmussen, 1910) - To Tjenestepiger (ukendt instruktør, 1910) - Kunstnerlykke (ukendt instruktør, 1910) - En Bortførelse (ukendt instruktør, 1910) - Christian d. 4. og Forrædderen (ukendt instruktør, 1911) - Medbejlerens Hævn (ukendt instruktør) - Sømandsliv (ukendt instruktør) |

### Som instruktør
- Der var engang (instruktør Viggo Larsen, Gustav Lund, 1907)

### Som manuskriptforfatter
- Dobbeltgængeren (instruktør Holger Rasmussen, 1910)